# Občina Cerkno
Občina Cerkno je ena od občin v Republiki Sloveniji z dobrimi 4.500 prebivalci in središčem v Cerknem. V občini je smučišče Cerkno.

## Naselja v občini
Bukovo, Cerkljanski Vrh, Cerkno, Čeplez, Dolenji Novaki, Gorenji Novaki, Gorje, Jagršče, Jazne, Jesenica, Labinje, Lazec, Laznica, Orehek, Otalež, Planina pri Cerknem, Plužnje, Podlanišče, Podpleče, Poče, Police, Poljane, Ravne pri Cerknem, Reka, Straža, Šebrelje, Travnik, Trebenče, Zakojca, Zakriž